# 杰尔姆·戴森
杰尔姆·克利夫顿·戴森（英語：Jerome Clifton Dyson，1987年5月1日—），美国NBA联盟职业篮球运动员。